# Vochozka Trading
Vochozka Trading byla obchodní firma českého podnikatele Petra Vochozky, která se zabývala distribucí počítačových her. Hry si bylo možné objednat přes telefon nebo písemně.[zdroj?] Firma vydávala nejen původní české hry, ale i zahraniční tituly, např. polského Agenta Mlíčňáka.
V roce 1997 se Petr Vochozka domluvil s podnikatelem Janem Kuderou na založení vývojářské společnosti Illusion Softworks (dnes 2K Czech), do které přešli i lidé z Vochozka Trading. Vochozka Trading přitom existovala dál, jen už žádné další hry nevydávala. V roce 2008 Petr Vochozka a jeho společník Miroslav Mrňa své podíly ve Vochozka Trading, spol. s r.o. prodali, společnost dnes[kdy?] působí pod názvem ALPHA POWER SERVICES, s.r.o.

## Vydané tituly[1]
- adventury
  - Světák Bob (1993, Amiga)
  - Tajemství Oslího ostrova (1994, MS-DOS)
  - Sedm dní a sedm nocí (1994, MS-DOS)
  - Stíny noci (1995, MS-DOS, textová hra)
  - Ramonovo kouzlo[3] (1995, MS-DOS)
  - Agent Mlíčňák (1995, MS-DOS, přeložené z polštiny)
  - Příhody z galské země (1995, MS-DOS, přeložené z polštiny)
  - Dračí historie (1995, MS-DOS)
  - Dr. Šílenec (1996, Windows 3.1, přeložené z polštiny)
  - Léto s Oskarem (1997, MS-DOS)
- logické hry
  - Leo žhavá čísla (1996, MS-DOS)
  - Lurid Land (1997, MS-DOS)
- RPG
  - Rytíři grálu  (1996, MS-DOS)
  - Asmodeus: Tajemný kraj Ruthaniolu (1997, MS-DOS a Windows)
- RTS
  - Osadníci (1996, MS-DOS, přeložené z polštiny)